# Châu Phi Xích Đạo thuộc Pháp
Châu Phi Xích Đạo thuộc Pháp (tiếng Pháp: Afrique équatoriale française, viết tắt là AEF), là liên bang của các thuộc địa của Pháp ở Xích đạo châu Phi, kéo dài về phía bắc từ Sông Congo vào Sahel, và bao gồm những gì ngày nay là các quốc gia của Tchad, Cộng hòa Trung Phi, Cameroon, Cộng hòa Congo và Gabon.

## Lịch sử
Được thành lập vào năm 1911, Liên hiệp chứa bốn (sau năm) tài sản thuộc địa: Gabon thuộc Pháp, Congo thuộc Pháp, Oubangui-Chari và Chad thuộc Pháp. Sau Thế chiến I, Cameroon thuộc Pháp đã được thêm vào, mặc dù nó không được tổ chức như một thực thể riêng biệt cho đến năm 1920. Toàn quyền có trụ sở tại Brazzaville với các đại biểu ở mỗi lãnh thổ.
Năm 1911, Pháp đã nhượng lại một phần lãnh thổ cho Cameroon thuộc Đức do cuộc khủng hoảng Agadir. Lãnh thổ đã được trả lại sau thất bại của Đức trong Thế chiến I, trong khi hầu hết các quốc gia thuộc quyền sở hữu của Cameroon trở thành một ủy thác của Liên minh quốc gia Pháp không được tích hợp vào AEF.
Vào cuối những năm 1920 và đầu những năm 1930, một phong trào chống thực dân Société Amicale des Originaires de l'AEF được thành lập bởi André Matsoua, tìm kiếm quyền công dân Pháp cho cư dân của lãnh thổ.
Trong Thế chiến II, liên đoàn đã tập hợp lực lượng Pháp tự do dưới thời Félix Éboué vào tháng 8 năm 1940, ngoại trừ Gabon là Vichy của Pháp cho đến ngày 12 tháng 11 năm 1940, khi chính quyền Vichy đầu hàng xâm lược Pháp tự do; Liên đoàn trở thành trung tâm chiến lược của các hoạt động Pháp tự do ở Châu Phi.
Dưới thời Đê Tứ cộng hòa (1946–58), liên đoàn được đại diện trong quốc hội Pháp. Khi các vùng lãnh thổ bỏ phiếu trong cuộc trưng cầu dân ý tháng 9 năm 1958 để trở thành tự trị trong Cộng đồng Pháp, liên đoàn đã bị giải thể. Năm 1959, các nước cộng hòa mới thành lập một hiệp hội lâm thời gọi là Liên minh Cộng hòa Trung Phi, trước khi trở nên độc lập hoàn toàn vào tháng 8 năm 1960.